# 沙勒沃伊
沙勒沃伊（/ˈʃɑːrləvɔɪ/ SHAR-lə-voy）是美国密歇根州的港口城市，位于密歇根湖、朗德湖和沙勒沃伊湖之间的松河沿岸。该城为美国海岸警卫队基地，也建有密歇根的第一座核电站。城市以港口处的一座13米高的灯塔为标志。比弗島宗教王国的国王、摩门教斯特朗派领袖詹姆斯·杰西·斯特朗（James Jesse Strang）曾率众攻打沙勒沃伊，双方在城外的派恩河两岸发生枪战，史称派恩河之战（Battle of Pine River）。